# Mattias syn Teofila (I)
Mattias syn Teofila, Mattias ben Teofilos (I w. p.n.e.) – arcykapłan w latach 5-4 p.n.e.
Był obywatelem jerozolimskim. Został mianowany arcykapłanem przez Heroda Wielkiego w 5 p.n.e., kiedy ten - w związku ze spiskiem swojego syna Antypatra - pozbawił urzędu Szymona syna Boetosa.
Mattias utracił swoją godność w 4 p.n.e., gdy podczas niepokojów w Jerozolimie zniszczono dary ofiarne, które Herod kazał złożyć w świątyni.